# Али Алиев Алишерович
Али Алиев Алишерович #REDIRECT
Год жизни 2009-2025
Родился в Цыганстане
Нация Саморетянин
Участвовал в соревнованиях по быстрому решению примеров по химии
#REDIRECT
Ок отлично в общем он даже без п или от одного листа  том ли он лучше этот элемент э центр йоги цена с НДС